# Sólveig Pétursdóttir
Sólveig Pétursdóttir (ur. 11 marca 1952 w Reykjavíku) – islandzka polityk i prawniczka, posłanka do Althingu i jego przewodnicząca w latach 2005–2007, od 1999 do 2003 minister.

## Życiorys
W 1977 ukończyła studia prawnicze na Uniwersytecie Islandzkim, w 1980 uzyskała uprawnienia zawodowe. Pracowała jako prawniczka, a także jako nauczycielka. Zaangażowała się w działalność polityczną w ramach Partii Niepodległości. W latach 1986–1990 była radną miejską w Reykjavíku.
Między 1987 a 1990 okazjonalnie wykonywała mandat deputowanej jako zastępca poselski. W 1991 po raz pierwszy wybrana na posłankę do Althingu, uzyskiwała reelekcję w kolejnych wyborach, zasiadając w islandzkim parlamencie do 2007. W latach 1999–2003 sprawowała urząd ministra sprawiedliwości i spraw kościelnych w gabinecie Davíða Oddssona. Od 2005 do 2007 zajmowała stanowisko przewodniczącej Althingu.